# Leo Portnoff
 (juillet 2022).
Leo Portnoff, né à Kiev en 1875 et mort en Floride en 1940, est un auteur, violoniste, compositeur et professeur. Il est plus particulièrement connu pour ses Fantaisies russes. Il a composé plusieurs morceaux pour violon. Il est professeur au Conservatoire Stern à Berlin de 1906 à 1915.
Son fils Mischa Portnoff (en), né en 1901, est également un compositeur,.

## Œuvres
- Concertino en mi mineur op.13, Viol/Klav (BOE003532)
- Concertino en la mineur op. 14, Viol/Klav (BOE003533)
- Gazelle, Viol/Klav (BOE004645 Édition sur commande spéciale)
- Menuet à l'ancienne, Viol/Klav (BOE004646 Special Order Edition)
- Sur le Dniepr, Orchestre (BOE006604 Special Order Edition)
- Fantaisie russe No1 in a-moll, Viol/Klav (BOE004565)
- Fantaisie russe No2 in d-moll, Viol/Klav (BOE004566)
- Fantaisie russe No3 in a-moll, Viol/Klav (BOE004564)
- Fantaisie russe No4 in e-moll, Viol/Klav (BOE004517)
- Champs ondulants, Viol/Klav (BOE004648 Édition sur commande spéciale)
- Berceuse slave